# Achslach
Achslach (bairisch: Oxla) ist eine Gemeinde im niederbayerischen Landkreis Regen im Bundesland Bayern. Die Gemeinde ist Mitglied der Verwaltungsgemeinschaft Ruhmannsfelden.

## Geografie

### Geografische Lage
Achslach liegt in der Region Donau-Wald inmitten des Bayerischen Waldes am Fuß des Hirschensteins im Tal der Teisnach etwa 18 Kilometer nördlich von Deggendorf, 14 Kilometer südlich von Viechtach sowie 19 Kilometer westlich der Kreisstadt Regen.

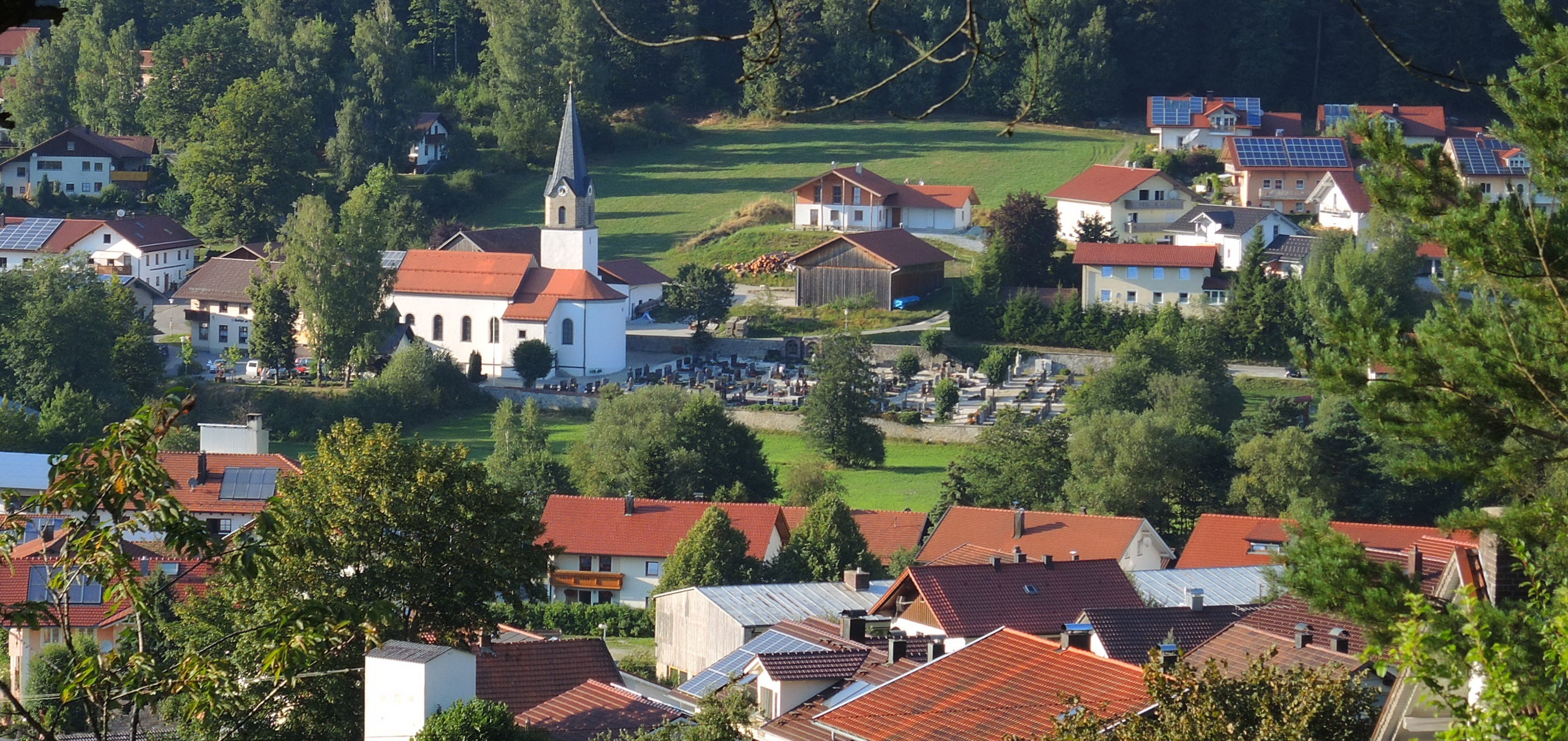
Achslach mit der Pfarrkirche St. Jakobus

### Gemeindegliederung
Es gibt 27 Gemeindeteile (in Klammern ist der Siedlungstyp angegeben):
- Achslach (Pfarrdorf)
- Aign (Weiler)
- Au (Weiler)
- Bachlehen (Weiler)
- Edenhofen (Einöde)
- Finkenschlag (Dorf)
- Frath (Weiler)
- Grün (Dorf)
- Hienhardt (Weiler)
- Hofpoint (Einöde)
- Hohenried (Weiler)
- Kager (Weiler)
- Kalteck (Weiler)
- Kogl (Dorf)
- Kottinggrub (Einöde)
- Leuthen (Einöde)
- Lindenau (Dorf)
- Oed (Weiler)
- Oedwies (Einöde)
- Randsburg (Weiler)
- Rimbeck (Weiler)
- Schreindorf (Einöde)
- Weghof (Weiler)
- Wieden (Weiler)
- Wolfertsried (Dorf)
- Zeitlhof (Weiler)
- Zeitlsäge (Einöde)

### Nachbargemeinden
Folgende Kommunen grenzen an die Gemeinde Achslach:
| Nördlich und östlich im Landkreis Regen: - Kollnburg - Patersdorf - Gotteszell | Südlich im Landkreis Deggendorf: - Bernried | Westlich im Landkreis Straubing-Bogen: - Schwarzach - Sankt Englmar |

## Geschichte

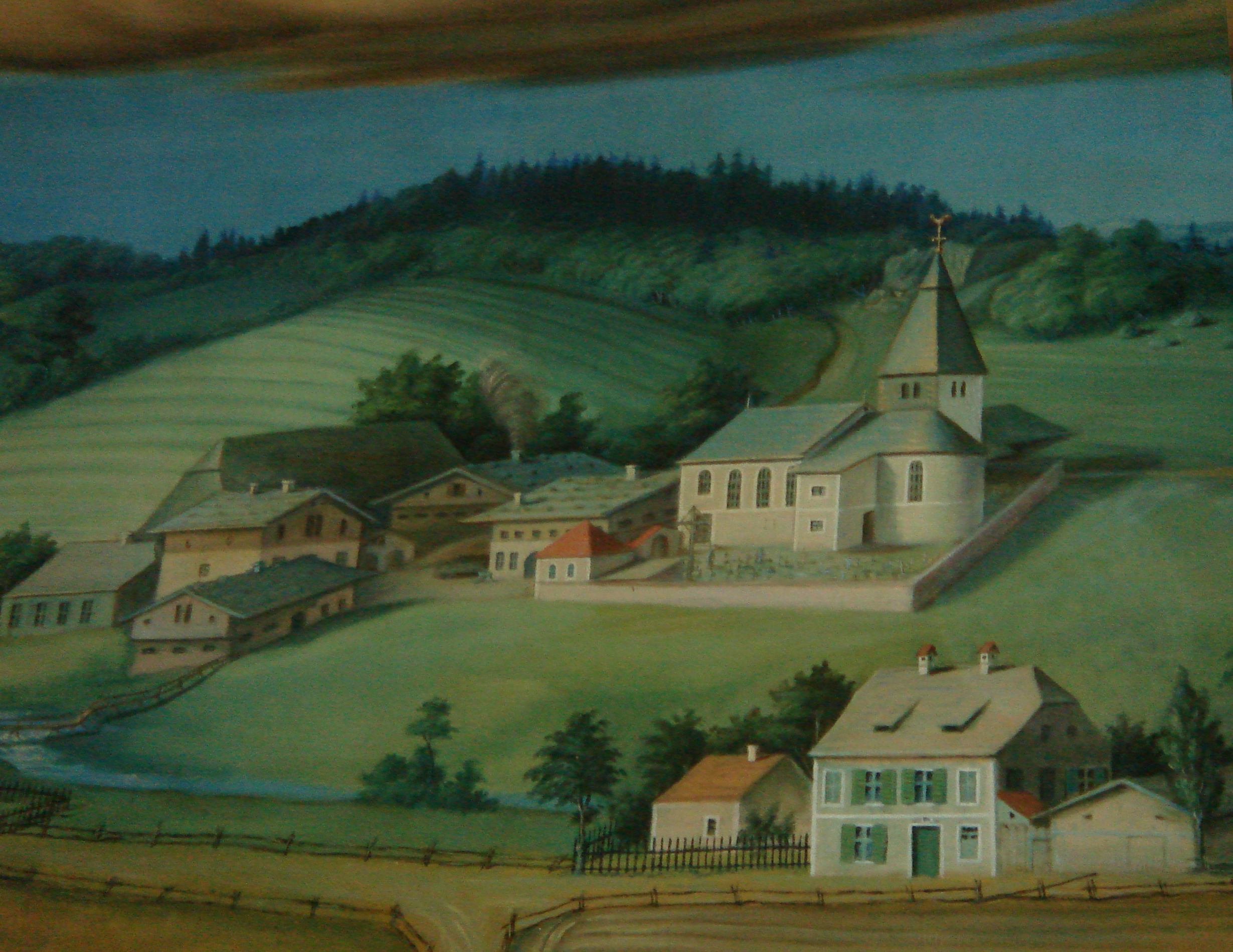
Achslach um 1866 – Detail Hochaltarblatt Pfarrkirche St. Jakobus um 1866

### Bis zur Gemeindegründung
Das Achslacher Tal liegt im Gebiet des sogenannten Karolinger Waldes (Nordwald), welches ab dem 9. Jahrhundert vom Kloster Metten aus besiedelt wurde. Im 11. Jahrhundert übernahmen diese Tätigkeit die Grafen von Bogen.
Achslach wurde 1115 zum ersten Mal unter dem Namen Drasloha erwähnt. Damals tritt im Gefolge des Grafen Adalbert I. von Bogen der Ministeriale Eppo de Drasloha auf einer Stiftungsurkunde des Klosters Oberalteich auf. In der Folge entstand hier im Einvernehmen mit dem Kloster Metten ein von Eppo verwaltetes gräfliches Kammergut. Am 11. Dezember 1126 wird Eppo de Drahsala wieder auf einer von Papst Honorius II. im Lateran zu Rom ausgefertigten Stiftungsurkunde für das Kloster Oberalteich als Zeuge genannt.
Nach dem Aussterben der Grafen von Bogen im Jahr 1242 ging das Gebiet in den Besitz der Wittelsbacher über.
Im Jahr 1409 wird von einem Erbbrief berichtet, den der Ritter Eberhard der Nußberger siegelte, dass dem Kammergut eine erträgliche Taverne (Bierschenke) angeschlossen war.
In einer Urkunde aus dem Jahr 1431 überließ der Ritter Hans von Degenberg dem Kloster Gotteszell den Wildbann (Jagdrecht) in der Oxla.
Achslach wurde 1464 Sitz einer Hauptmannschaft. Es war auch Sitz eines Amtmann der fünf Ämter des Landgerichts Viechtach (Oberamt Viechtach, Amt Riedern, Mitteramt Böbrach, Amt Achslach und Amt Prackenbach). Zum Amt Achslach gehörten die Hauptmannschaften Achslach, Allersdorf, Kogl, Haidenberg, Zachenberg, Tafertsried, Grün, Frath, Randsburg (früher Wildenrandtsperg) und die Hofmark Lindenau. Der Amtmann hatte seinen Sitz im kurfürstlichen Amtshaus.
Als einer der wenigen Orte des Bezirks hatte Achslach noch im 17. Jahrhundert ein Patrimonialgericht mit einem Amtmann als Richter und einem Henker. Der Flurname Galgenwiesel am Ortsausgang nach Gotteszell zeugt noch von dieser Zeit.
Achslach gehörte zum Rentamt Straubing und zum Landgericht Viechtach des Kurfürstentums Bayern. Im Zuge der Verwaltungsreformen in Bayern entstand mit dem Gemeindeedikt von 1818 die heutige Gemeinde. Die Erhebung Achslachs zur Pfarrei erfolgte 1818.

### Verwaltungsgemeinschaft
Im Zuge der bayerischen Gebietsreform wurde Achslach am 1. Mai 1978 Mitglied der Verwaltungsgemeinschaft Ruhmannsfelden.

### Namensgebung
Der Ortsname änderte sich von Drasloha im Jahr 1115 über Drahsala (1126), Drahsla (1310) und Achszlach (1431) zur jetzigen Fassung Achslach, die so 1527 erstmals erwähnt wurde.
Der mundartliche Sprachgebrauch zeigt, dass es sich bei Achslach um einen alten Flurnamen handelt, der die ganze von der Teisnach durchflossene Au bezeichnet: in der Oxla bedeutet in der Achslach. So wurde damals auch das Gotteszeller Gebiet zu der Oxla gezählt.
Die Mundart (Oxla) gibt den Formen mit dem Gaumenlaut (x) von 1126 und 1310 das Übergewicht. Das Grundwort ist Ach (verkürzt zu –a) mit der Bedeutung Wasser, großer Bach. Das Bestimmungswort muss offenbar in der damaligen Schrift ahsal (1126), in der Mundart Oxl und heute Achsel lauten. Achslach bedeutet also die hochgelegene Ache oder die Hochau, da ein vom Wasser durchflossenes Tal meist als Au bezeichnet wurde.
Der Grund für den Beginn der älteren Namensformen bis 1310 mit Dr- ist die Abfassung der Urkunden und sonstigen Schriftstücke in der lateinischen Sprache. Das deutsche in der Achslach wurde im Lateinischen, das kein Geschlechtswort kennt, zu in drahsala, von der Achslach zu de drahsala.

### Einwohnerentwicklung
Zwischen 1988 und 2018 sank die Einwohnerzahl von 1.112 auf 921 um 191 Einwohner bzw. um 17,2 %.
| Jahr      | 1840 | 1871 | 1900 | 1925 | 1939 | 1950 | 1961 | 1970 | 1987 | 1991 | 1995 | 2000 | 2005 | 2010 | 2015 | 2022 | 2023 |
| Einwohner | 0956 | 1009 | 0955 | 0977 | 0965 | 1180 | 0950 | 1024 | 1088 | 1241 | 1125 | 1097 | 1080 | 0969 | 0902 | 933  | 990  |

## Politik

### Gemeinderat
Zusammensetzung des Gemeinderates in der Legislaturperiode 2020–2026:
| Parteien und Wählergemeinschaften | % 2020 | Sitze 2020 |
| --------------------------------- | ------ | ---------- |
| CSU                               | 45,6   | 4          |
| Unabhängige-Christ-Demokraten     | 54,4   | 4          |
| Gesamt                            | 100,0  | 8          |
| Wahlbeteiligung in %              | 74,4   | 74,4       |

### Bürgermeisterin
Bürgermeisterin ist Gabriele Wittenzellner (Unabhängige Christ-Demokraten).

### Wappen
| | Blasonierung: „In Blau ein silberner Wellenbalken, oben schräg gekreuzt zwei goldene Pilgerstäbe, belegt mit einer silbernen Pilgermuschel, unten ein golden bewehrter silberner Steinbockrumpf.“ |
| Wappenbegründung: Das Gemeindegebiet stand bis 1242 unter der Oberherrschaft der Grafen von Bogen und kam dann mit deren Erbe an das Haus Wittelsbach (Gericht und Kastenamt Viechtach). Die Farben Silber und Blau erinnern an diese Verbindung. Der silberne Wellenbogen steht für das Achslacher Tal der Teisnach. Muschel und Pilgerstäbe verweisen auf den Achslacher Kirchenpatron St. Jakobus. Der golden bewehrte silberne Steinbockrumpf stellt das geminderte Wappen der Ramsberger dar, die als ehemalige Ministeriale der Grafen von Bogen im Gemeindeteil Randsburg ansässig waren. | |

## Kultur und Sehenswürdigkeiten

### Bauwerke
- Katholische Pfarrkirche St. Jakobus 1833, Turmuntergeschoss mittelalterlich, Hochaltar um 1720, barocke Ganzkörperreliquie des Katakombenheiligen Hilarius am Seitenaltar, historische Edenhofer-Orgel von 1854[14]
- Lourdesgrotte auf dem Kirchberg (um 1900)
- Kapelle in Lindenau, zweite Hälfte 18. Jahrhundert, mit barocken Reliquienpyramiden (um 1720) am Altar
- Holzkapelle (um 1848) auf der Oedwies (1030 m ü. NHN) mit ehemaligen Forsthaus (um 1848)
- Auf dem Hausberg von Achslach, dem 1095 Meter hohen Hirschenstein, steht ein Aussichtsturm, von dem man Sicht auf den Bayerischen Wald, das Donautal und die Alpen hat.

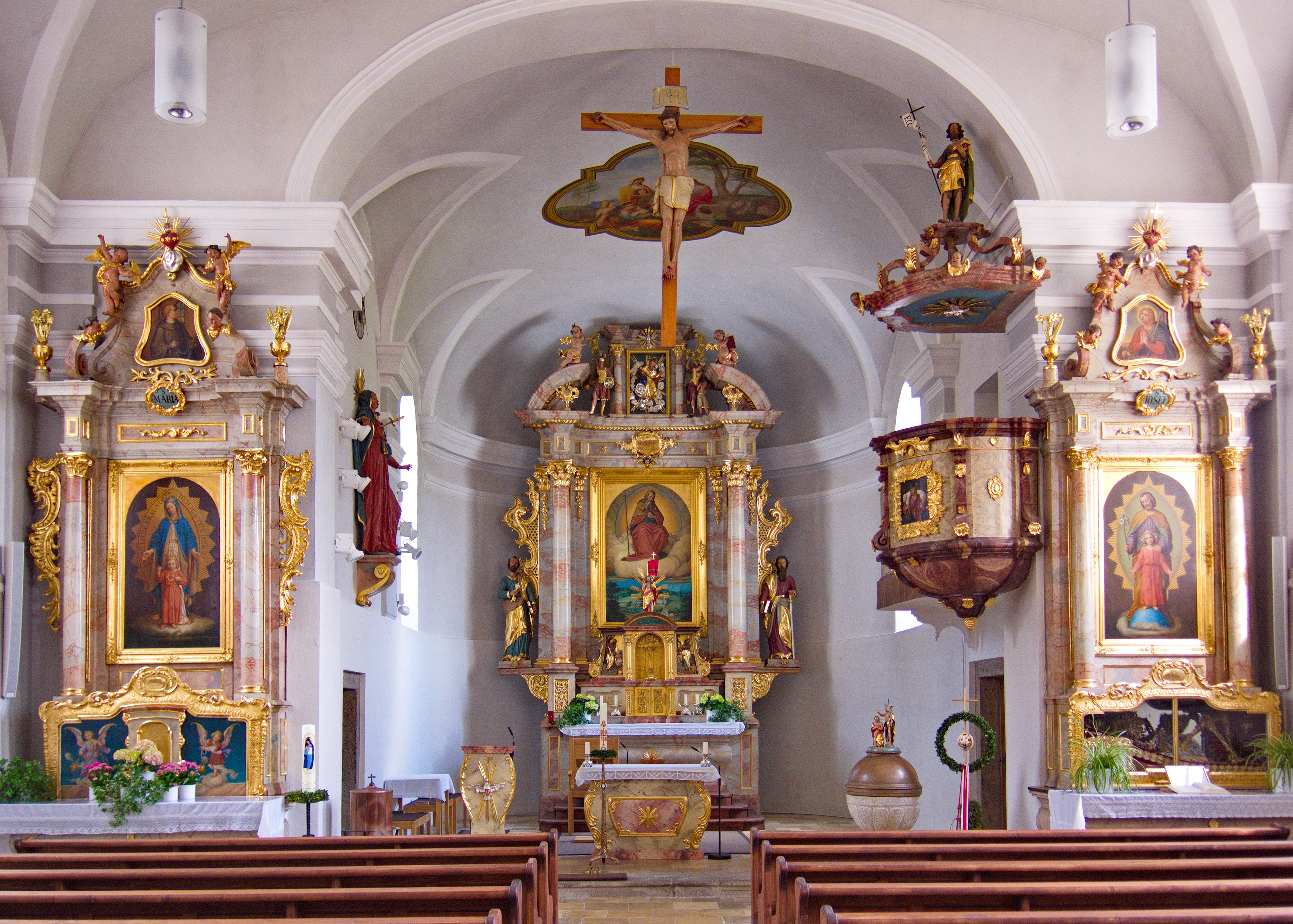
Innenansicht Pfarrkirche St. Jakobus Achslach
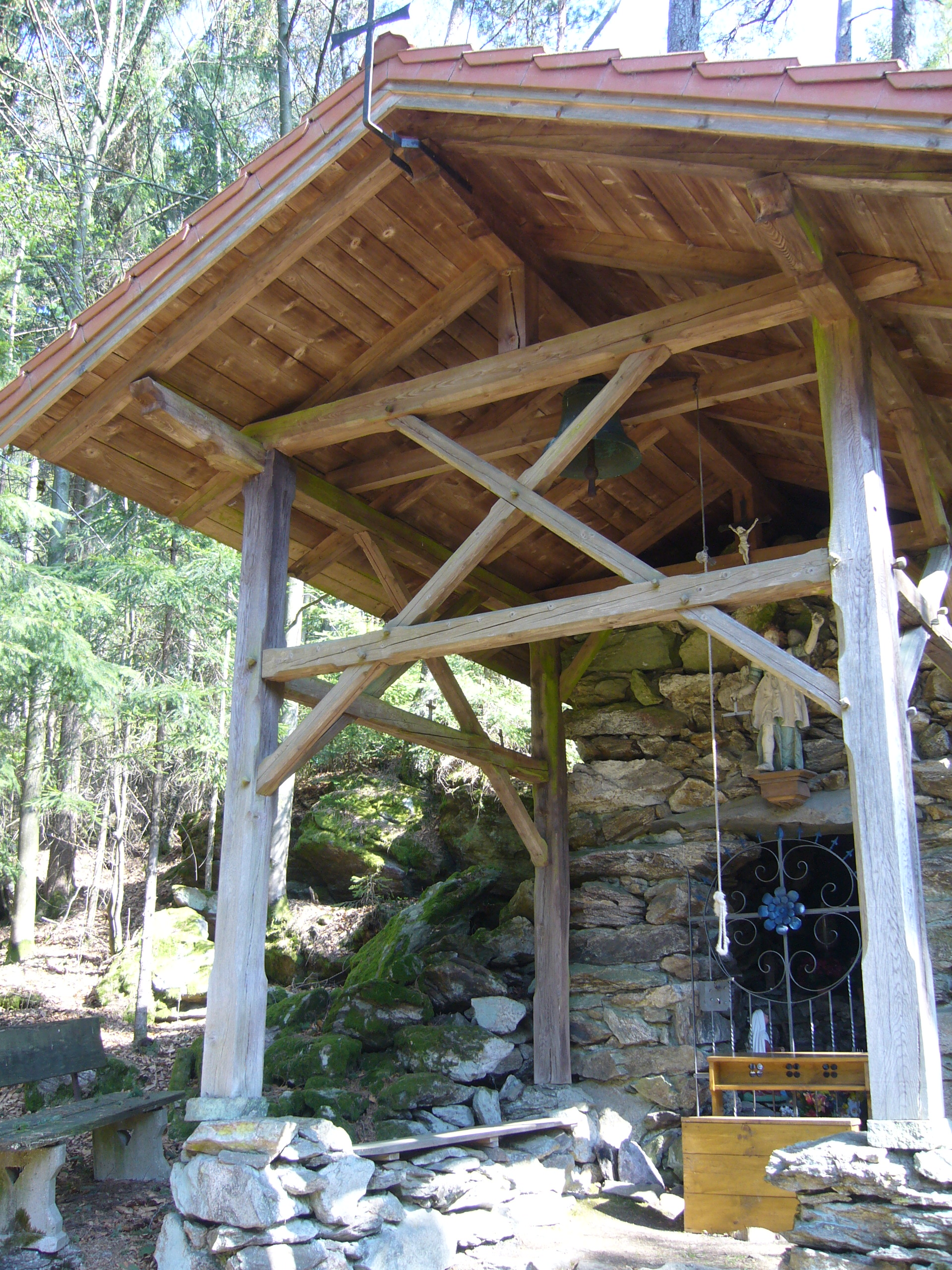
Lourdesgrotte auf dem Kirchberg
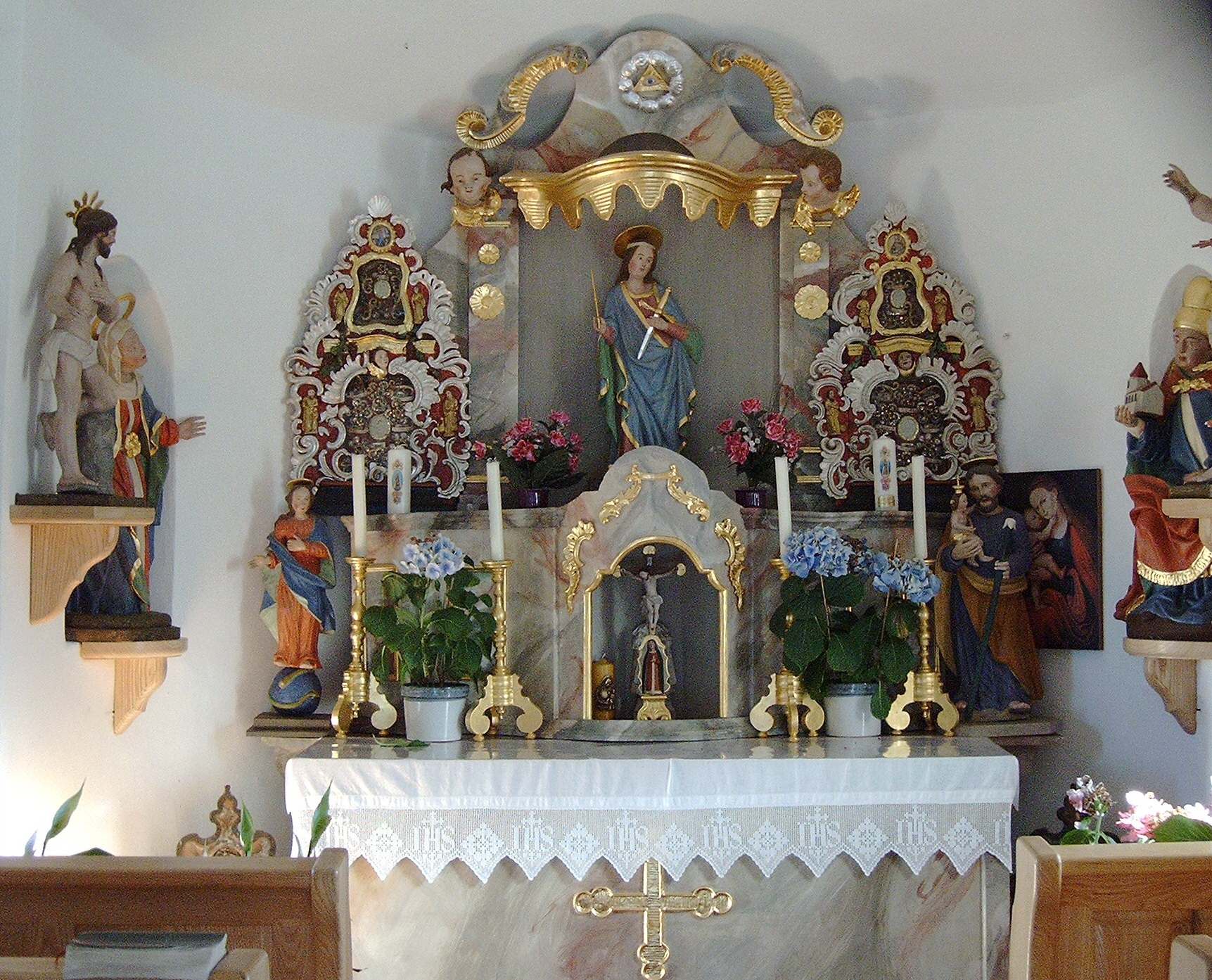
Innenansicht Kapelle in Lindenau
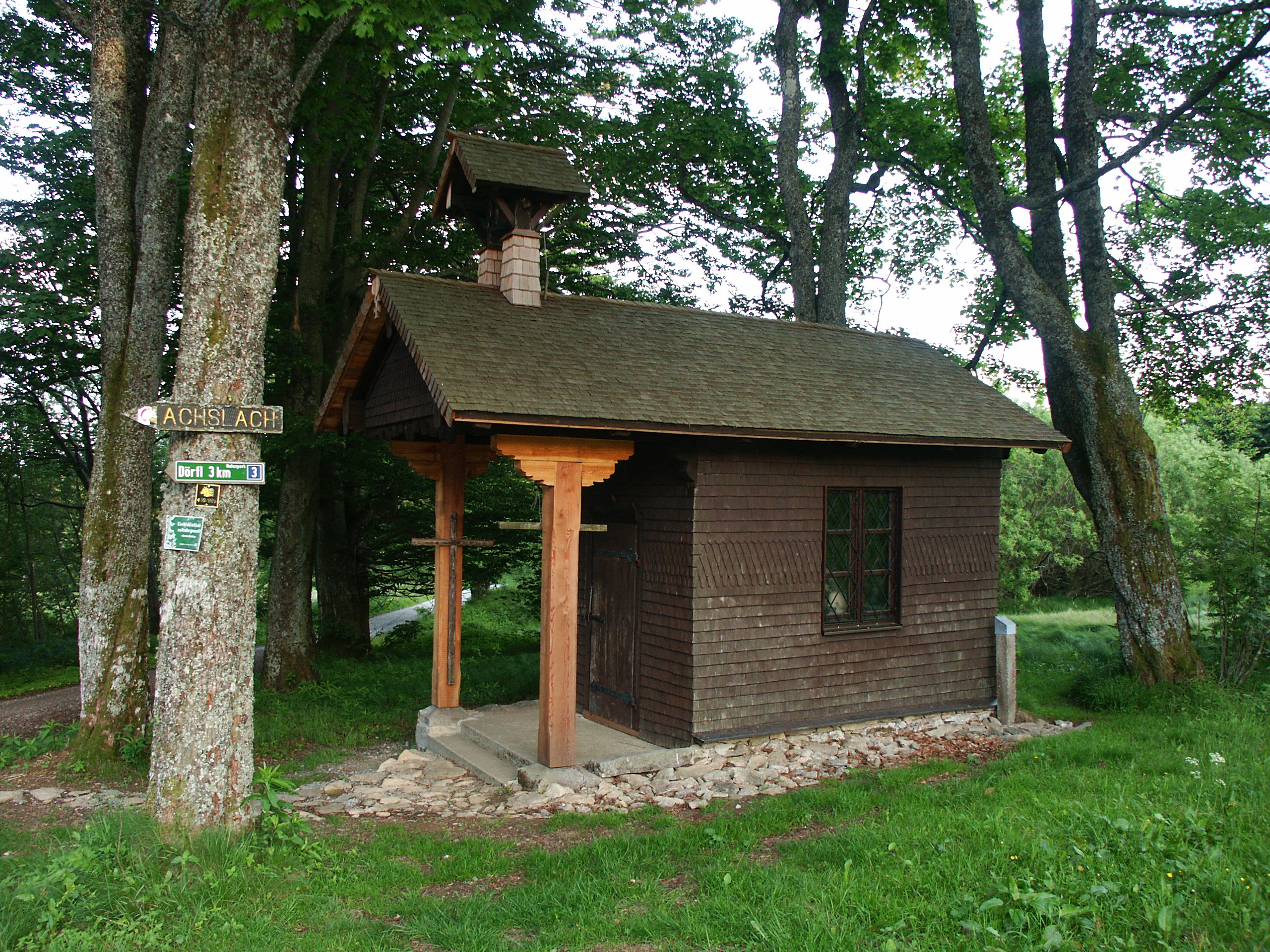
Kapelle auf der Oedwies
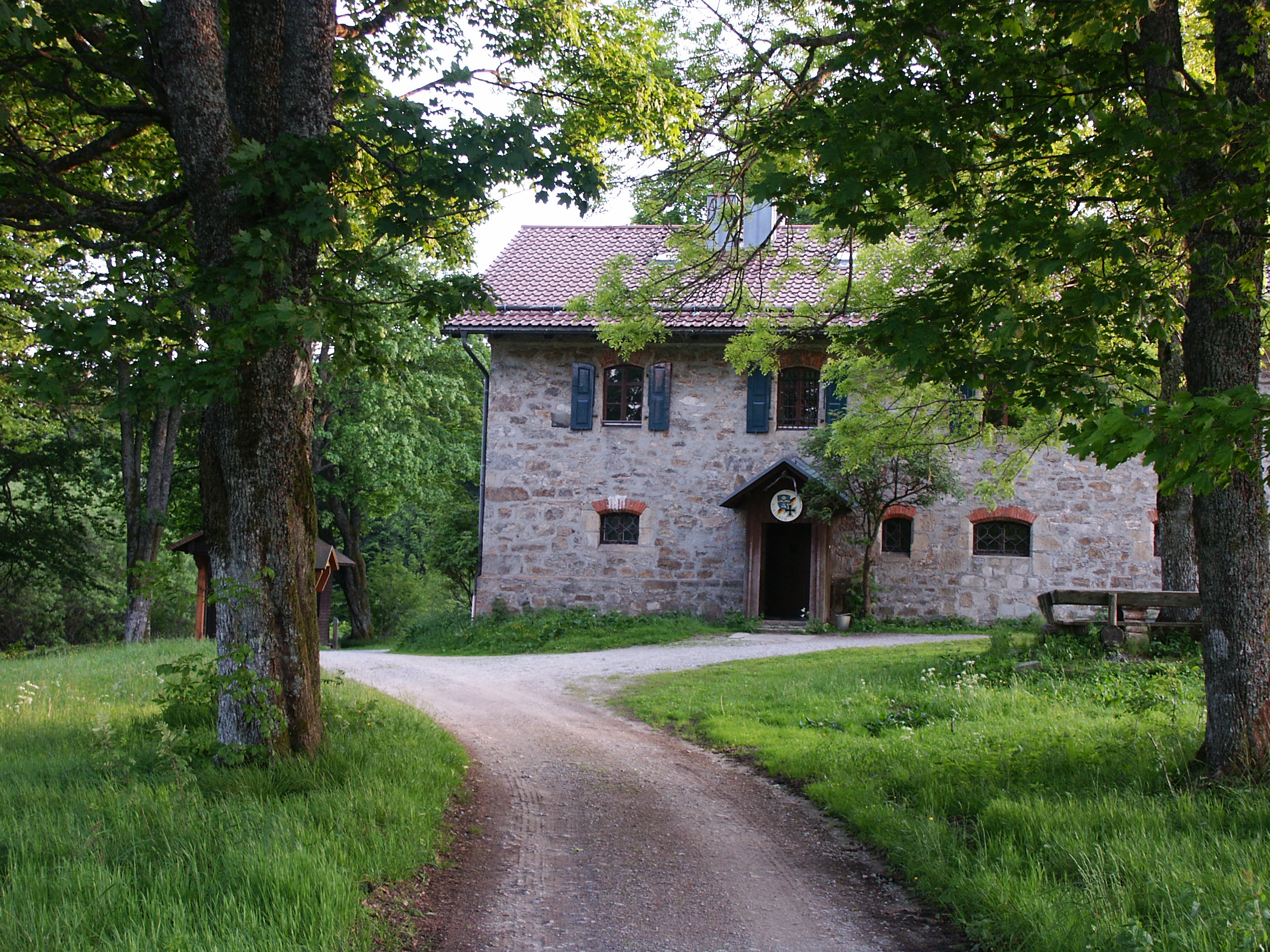
Forsthaus Oedwies
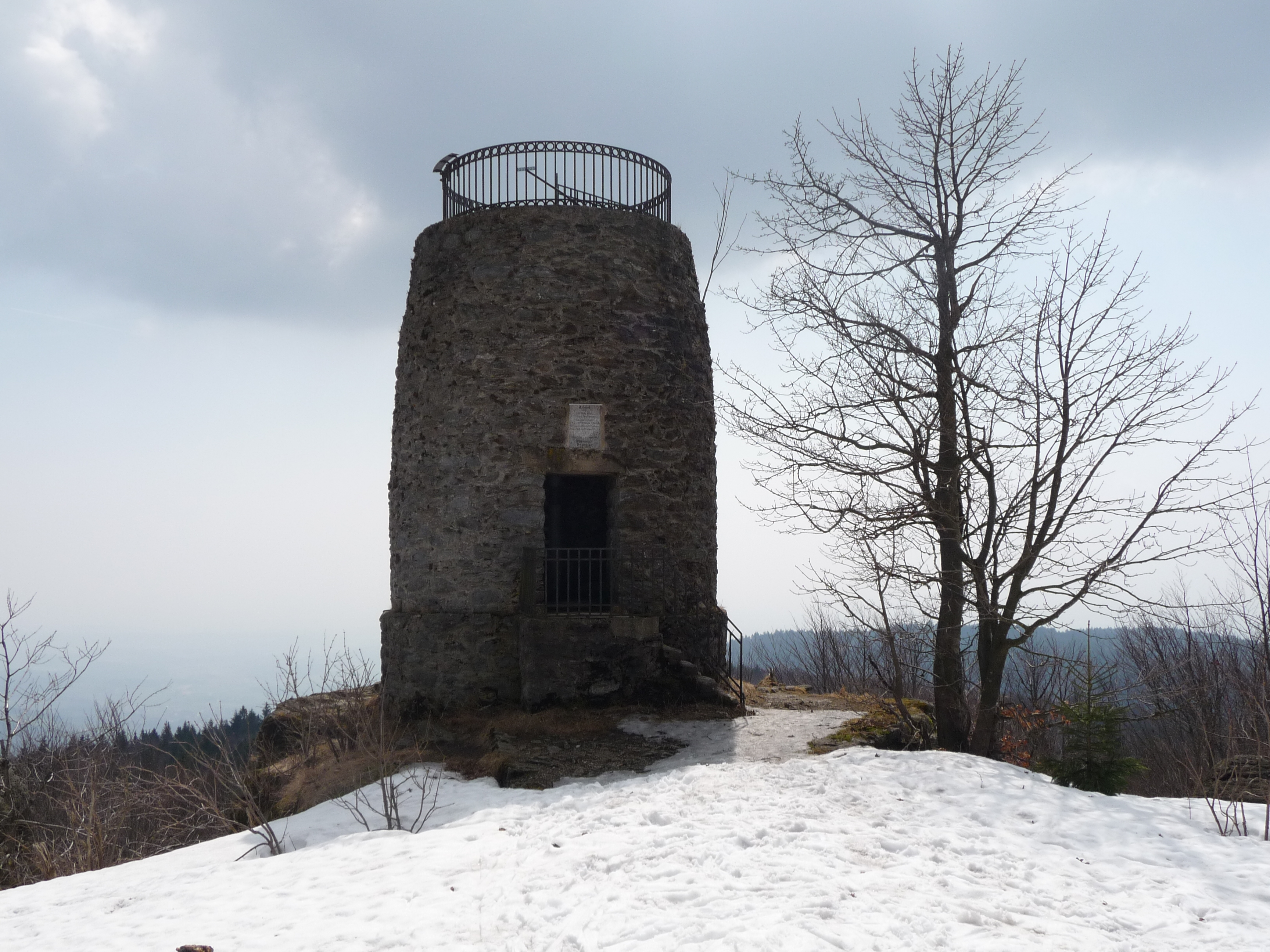
Aussichtsturm auf dem Hirschenstein

## Statistik
Es gab im Jahr 2020 im Bereich der Land- und Forstwirtschaft keine, im produzierenden Gewerbe 55 und im Bereich Handel und Verkehr 28 Beschäftigte am Arbeitsort. In sonstigen Wirtschaftsbereichen waren fünf Personen am Arbeitsort beschäftigt. Beschäftigte am Wohnort gab es insgesamt 393. Im verarbeitenden Gewerbe (sowie Bergbau und Gewinnung von Steinen und Erden) gab es einen Betrieb, im Bauhauptgewerbe zwei Betriebe. Zudem bestanden im Jahr 2016 34 landwirtschaftliche Betriebe mit einer landwirtschaftlich genutzten Fläche von 664 Hektar. Davon waren 45 Hektar Ackerfläche und 619 Hektar Dauergrünfläche. 
Die Gemeindesteuereinnahmen betrugen im Jahr 2020 umgerechnet 753.000 Euro, davon betrugen die Gewerbesteuereinnahmen (netto) umgerechnet 161.000 Euro.

## Verkehr
Achslach ist durch die Kreisstraßen REG 11 (Achslach – Kalteck – Metten/Deggendorf) und REG 14 (Viechtach – B 85 – Achslach – Gotteszell – B 11) erschlossen. Die Autobahn A 3 ist 17 km entfernt (Ausfahrt Metten) und die A 92 18 km (Autobahnkreuz Deggendorf A 3/A 92). Der nächste Haltepunkt der Waldbahn (Bahnstrecke Plattling-Bayerisch Eisenstein) befindet sich am fünf Kilometer entfernten Gotteszeller Bahnhof.

## Vereine
Es gibt folgende Vereine (Stand 2022):
- Angelsportverein Achslach e. V.
- Bergwacht Ruhmannsfelden
- CSU Ortsverband Achslach
- Freiwillige Feuerwehr Achslach e. V.
- Gartenbauverein Achslach
- Holzhauerverein Kalteck
- Imkerverein Ruhmannsfelden
- Krieger- und Reservistenverein Achslach
- Männergesangsverein Achslach
- Pfarrgemeinderat Achslach
- Reservistenkameradschaft Achslach
- Schützengesellschaft “Grüner Hang”
- Sportverein (SV) Achslach 1966 e. V.
- Stammtisch “Blaue Jungs” im Café Aigner
- Tennisverein TC Blau-Weiß Achslach
- Tourismusverein Achslach-Lindenau
- UCD e. V. Ortsverband
- VDK Ortsverband Gotteszell-Achslach
- Wintersportverein (WSV) Kalteck

## Bildung
Es gibt folgende Einrichtung (Stand 2022):
- Kindergarten St. Jakob mit 30 Kindergartenplätzen und integrierter Krippengruppe
- Grundschule Gotteszell

## Persönlichkeiten
- Emmanuela Aichinger (1917–2005), Äbtissin des Klosters Tettenweis
- Paul Johannes Baumgartner (* 1969), deutscher Radiomoderator und Kommunikationstrainer